# 福建臺灣布庫大使
福建台灣布庫大使設置於1887年，為福建臺灣省的主要地方官員之一。布庫大使受福建台灣巡撫及台灣道所管轄，負責稅收財政部分。1895年，福建臺灣省被清朝割讓給日本之後，該官職撤銷。而歷任布庫大使分別是：沈錫榮、姚近范、任如淓。